# Jan Miko
Jan Miko (15. ledna 1978 Praha) je český malíř.

## Život a dílo
Absolvoval střední umělecko-průmyslovou školu pod vedením ak. malíře Romana Kárníka v oborech klasická malba a propagační výtvarnictví. Momentálně[kdy?] spolupracuje na mnoha projektech společně s divadelním uskupením The Spitfire Company. Vyjma těchto projektů se stále věnuje své volné tvorbě a to ať už formou street-artu nebo moderní malby. Jeho styl vychází z jeho vztahu k pouličnímu umění, kdy jsou zkušenosti objevené tímto druhem tvorby spojeny s klasickým přístupem k malbě. 
Jan Miko prokázal svou pozici na současné evropské scéně během různých návštěv ve Francii, Itálii, Nizozemí, Polsku a dalších. Během těchto cest se mu podařilo získat několik ocenění, zejména pak zlatou medaili z Fringe Festivalu v Holandsku.[zdroj?] Jeho práce se stále rozvíjí, což dokazují především poslední obrazy, vzniklé během představení "Svět odsouzencův".